# بيجي

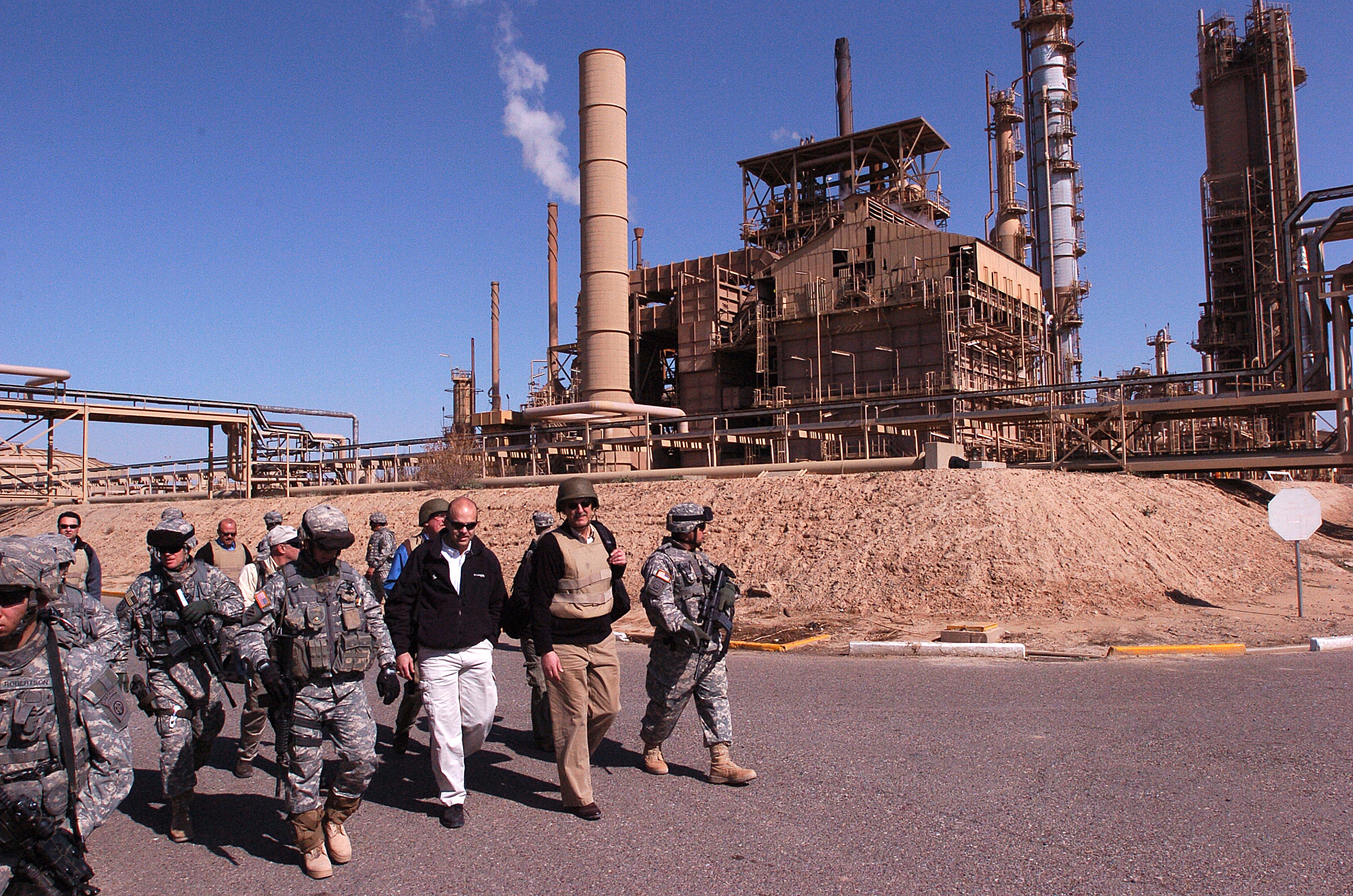
مصنع الأسمدة

بيجي مدينة عراقية تقع في محافظة صلاح الدين تبعد عن شمال بغداد بحوالي 210 كيلومتر في وسط الطريق المؤدي إلى الموصل. وبها أكبر مصفاة نفط في العراق المسماة (مصفى بيجي أو مصفى الصمود) وقبلها عرف بمصافي الشمال) وذلك لصمود الفرقة الذهبية وقوات الرد السريع ومجاميع أخرى تابعة للقوات العراقية فيها ضد داعش لعدة أشهر متواصلة. وقد أُحتلت المدينة ما يقارب 7 أشهر بيد مجاميع مسلحة تتبع تنظيم داعش وذلك بعد انسحاب القوات العراقية منها وتراجع الشرطة المحلية نتيجة لسقوط مدينة الموصل ومدن أخرى بيد التنظيم، بعدها أطلقت الحكومة العراقية عملية لبيك يارسول الله الثانية أستطاعت تحرير قضاء بيجي بالكامل بعد معركة أستمرت ثلاث أيام فقط. 

## الاسم
سميت بهذا الاسم لأسباب أهمهما وحسب قول زهير القيسي لانبعاج نهر دجلة، وقال جلال الحنفي «بيجي: بلدة عراقية وكانت تُسمّى شْريميّة ، منطقة انحدار دجلة من الموصل إلى بغداد، وأصل تسميتها بعيجي، قاله الكرملي، ولكنّ الإنكليز يلفظونها (بيجي) فشاعت على الألسن بهذا اللفظ».

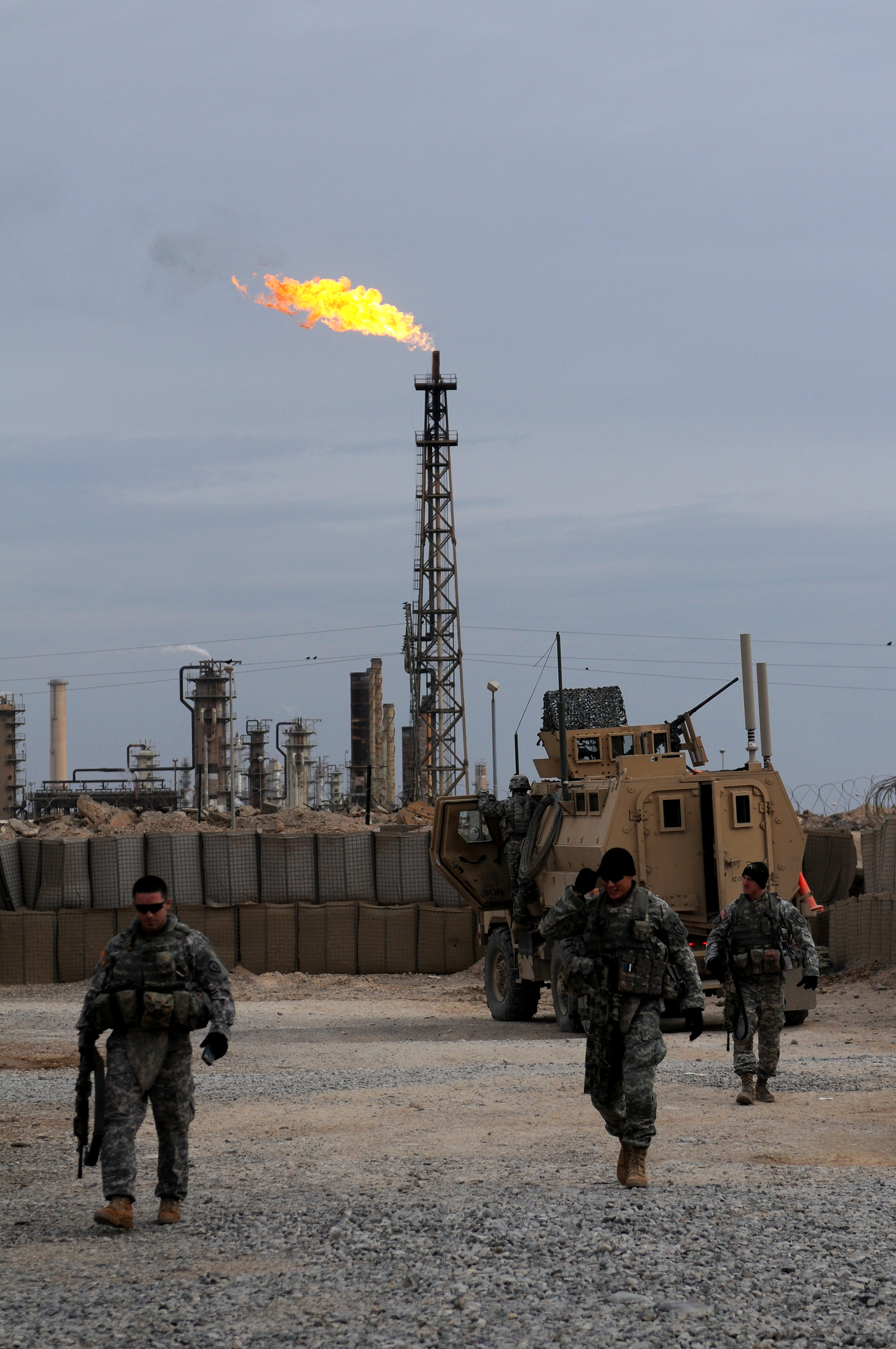
جنود أمريكان عند المنشآت النفطية

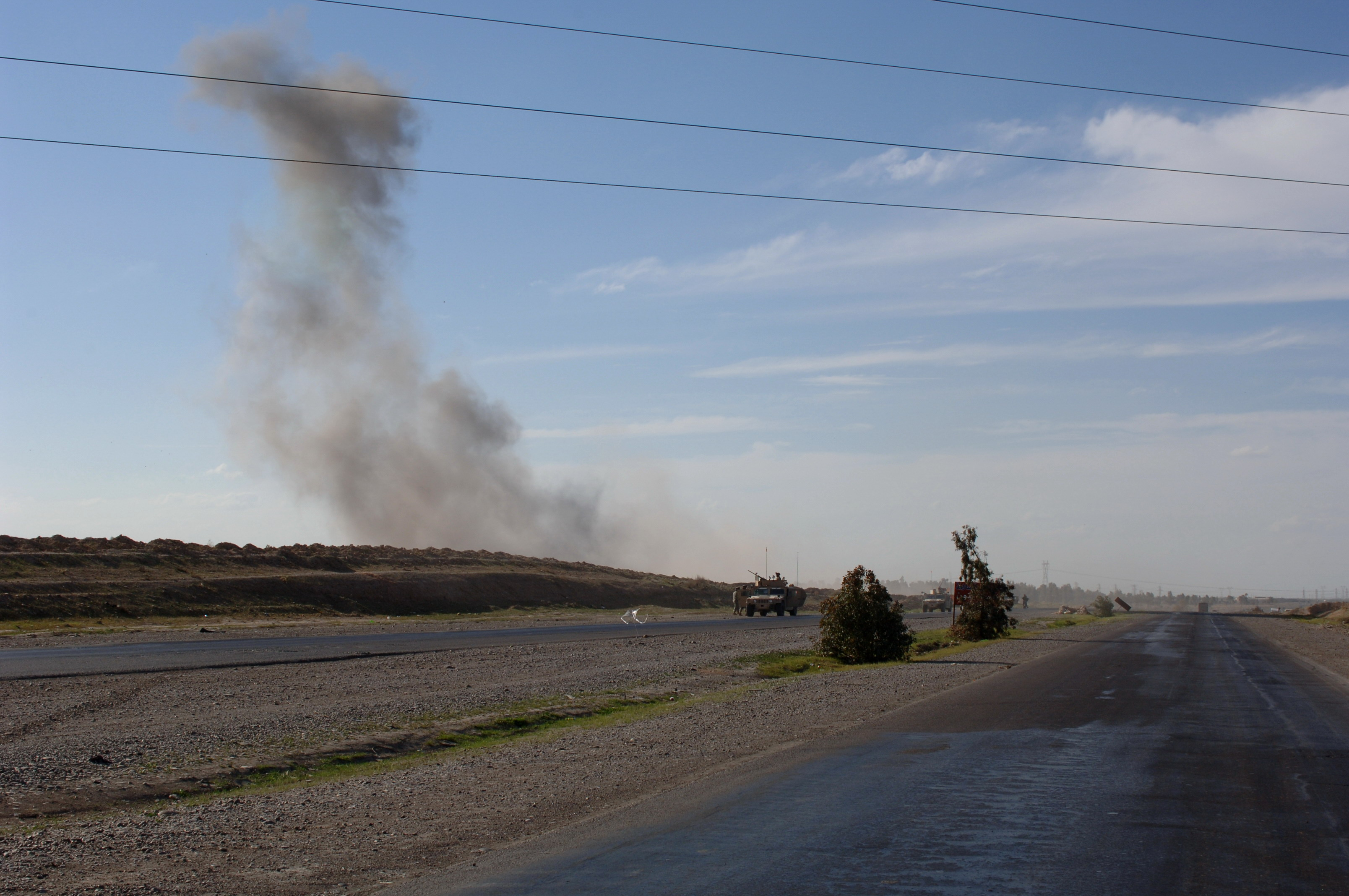
الدخان في الصورة يوضح منطقة إعطاب عجلة عسكرية من نوع همفي للقوات الأمريكية بوساطة هجوم بعبوة ناسفة بتاريخ 27-3-2006 في قضاء بيجي

، وقال طه باقر في كتابه (المرشد إلى مواطن الآثار والحضارة) «بيجي...واسمها محرف عن لفظة بعيجي التي يترجّح أن معناها الفتحة أي البعجة إذ إن بيجي تقع في منطقة الفتحة التي يخترق فيها نهر دجلة جبال حمرين في طريقه إلى وادي الرافدين الجنوبي».

## الصناعة
اهتم أهلها مع بدء إنشائها بالعمل على مصافي النفط وعلى الزراعة والتجارة قبل ذلك، فقد كانت نقطة نفطية قبل أن تكون محطة الصينية أو الصينية
تضم مدينة بيجي عدداً من المصانع أهمها:
1. مصفى الصمود (عُرف سابقاً بمصفى بيجي) ويعد من أكبر مصافي العراق النفطية.
2. مصنع الزيوت النباتية.
3. مصنع الأسمدة.
4. محطات لتوليد الطاقة الكهربائية أهمها المحطة الحرارية والمحطة الغازية.

## السكان
يقدر عدد سكان القضاء بحوالي 173.000 نسمة

## الأحياء

صورة جوية لمدينة بيجي في الستينات الميلادية

ازداد عدد سكان مدينة بيجي بسبب الإقبال على العمل فيها، وفي سنة 1977 لم يكن فيه أكثر من سبعة آلاف ساكن، أما في سنة 1987م فبلغ العدد 68251 ساكناً، وبلغ العدد 70330 ساكناً سنة 2010.
| أحياء مدينة بيجي وسكانها سنة 2010 |        |                |
| --------------------------------- | ------ | -------------- |
| اسم الحي                          | السكان | المساحة هكتاراً |
| حي التأميم                        | 11021  | 138            |
| حي الرسالة                        | 10673  | 107            |
| الحي العصري                       | 11772  | 250            |
| حي الحريجية                       | 8685   | 97             |
| تل الزعتر                         | 7939   | 148            |
| حي النفط                          | 6070   | 47             |
| حي الأسرى                         | 3995   | 41             |
| الحي العسكري                      | 2352   | 202            |
| حي الكهرباء                       | 2296   | 26             |
| العكيدات                          | 1809   | 73             |
| حي أبو جراد                       | 1615   | 65             |
| حي السكك                          | 1437   | 19             |
| حي الجمعية                        | 1178   | 83             |
| الحي الصناعي                      | 616    | 38             |
| حي الزيوت                         | 563    | 9              |
| المجموع                           | 72021  | 1343           |

ومن أهم احياء المدينة هي الحي العصري، حي التأميم، حي السكك، حي العسكري تل الزعتر، الدربات القديمة (الدربات الفوكَ),. وهناك أحياء أخرى بنتها الدولة للموظفين العاملين في المصفاة ومحطة توليد الطاقة الكهربائية وغيرها ومن هذه الأحياء: حي الكهرباء، حي النفط، حي الزيوت، حي المصافي الذي يبعد 9.6 كيلو متر عن مركزها.

## القرى
و أهم القرى هي قرية البعيجي، وقرية البوجواري، وقرية البوطعمة، وقرية الحجاج، وقرية المزرعة، وقرية الزوية، وقرية المسحك، وقرية شويش، وقرية الهنشي، وقرية جريش وقرية هونداي.

## معرض الصور

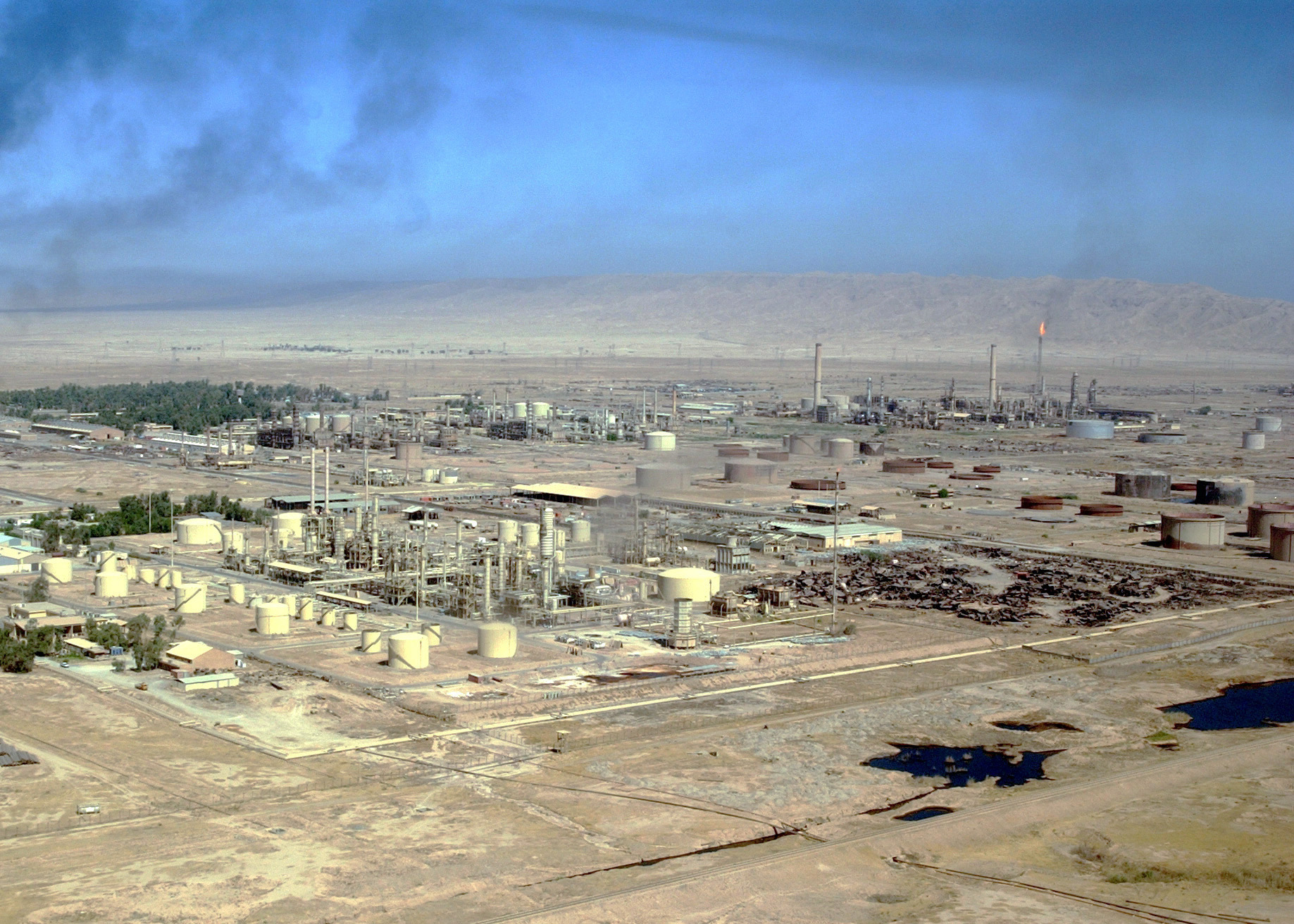
محطة توليد الكهرباء في بيجي
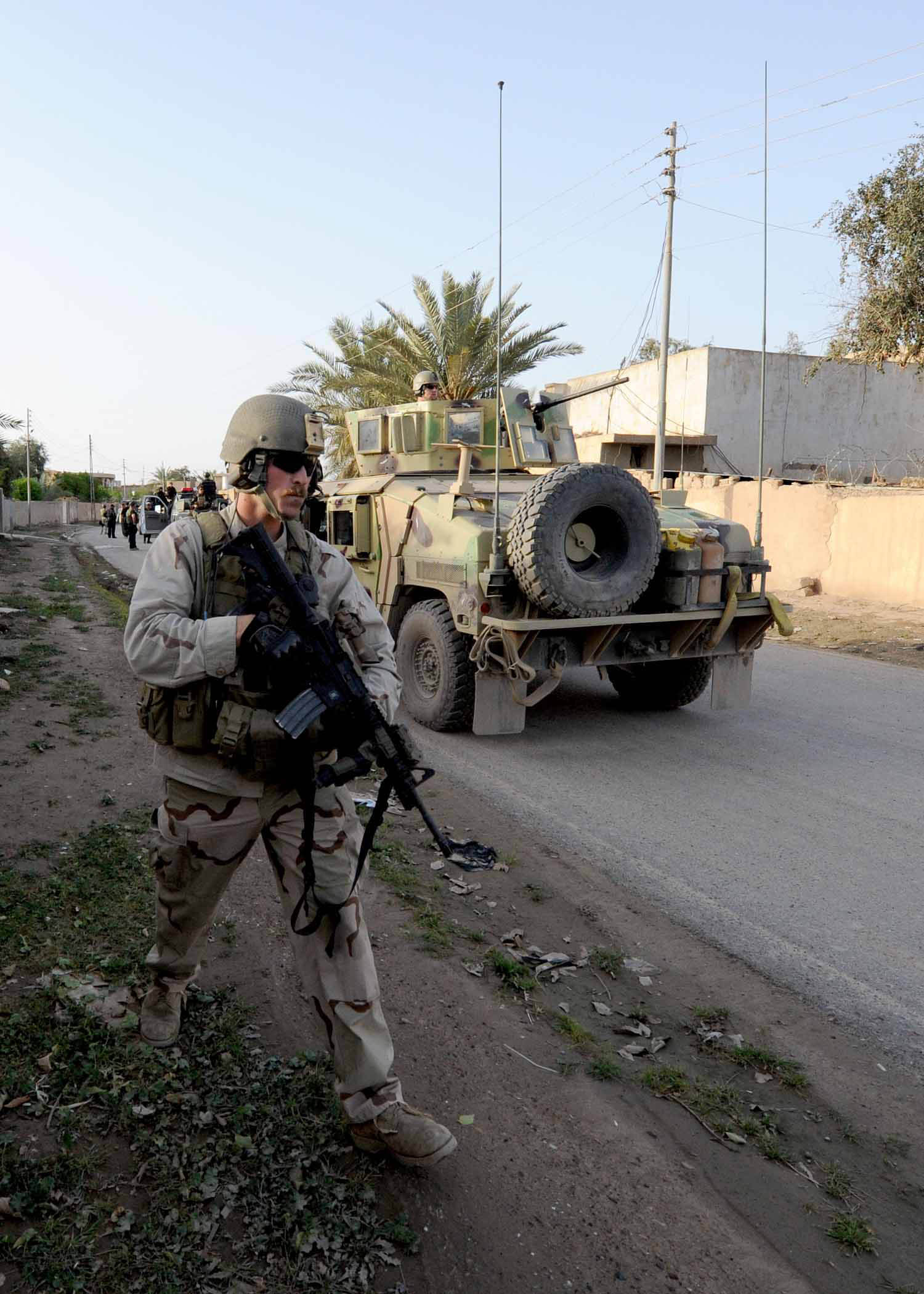
في أحد أحياء المدينة
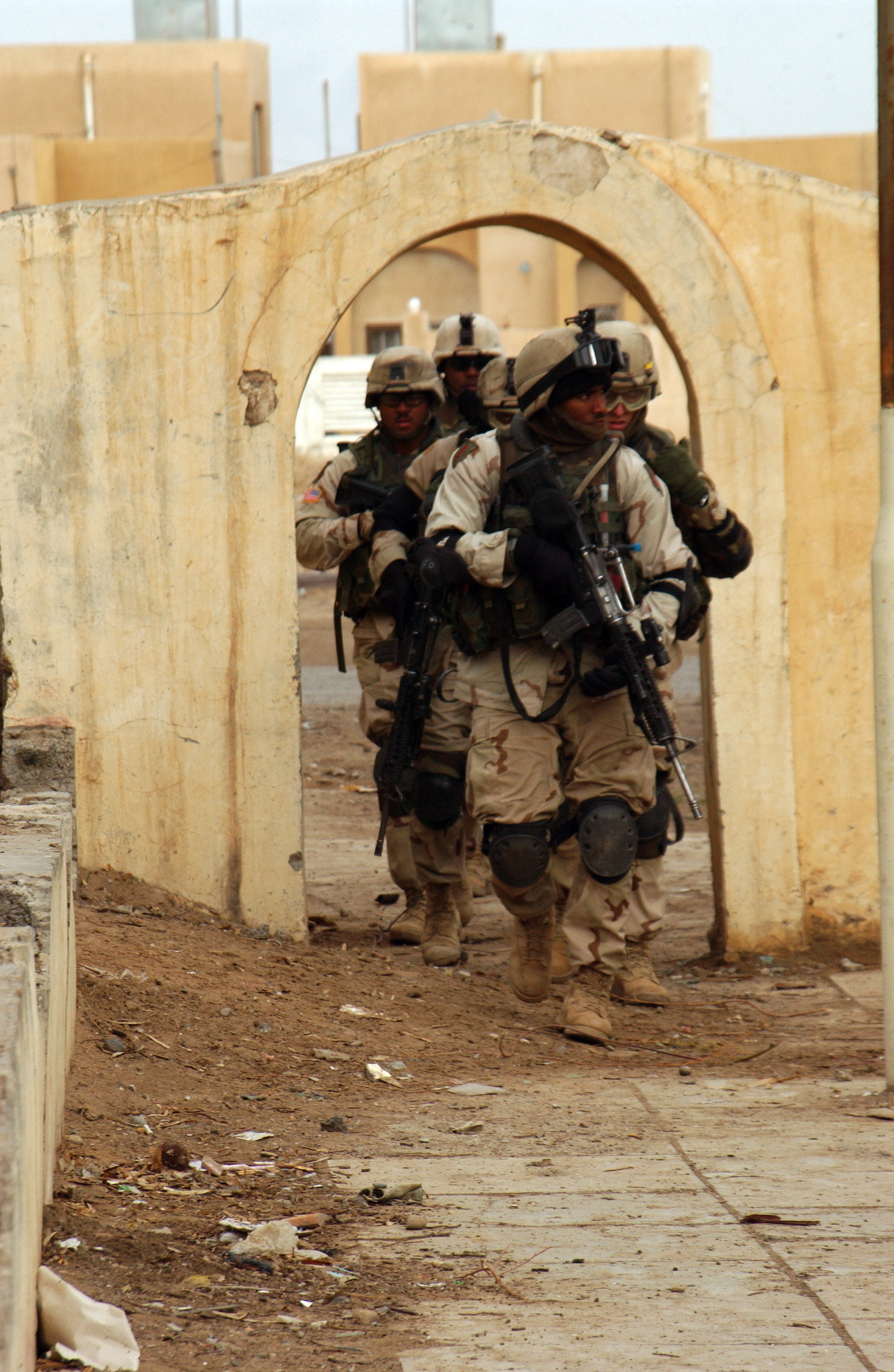
في مجمع سكني
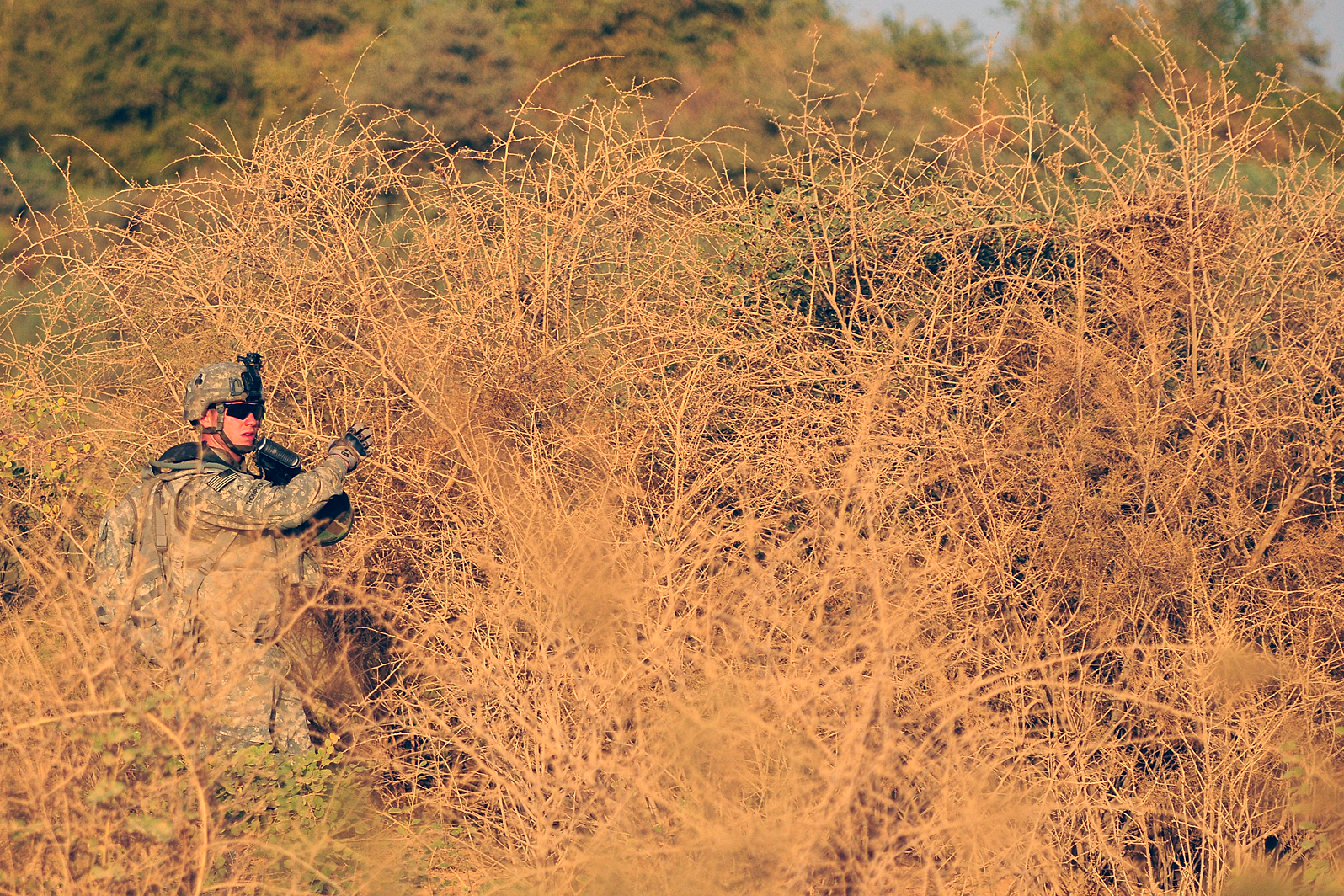
قرب النهر
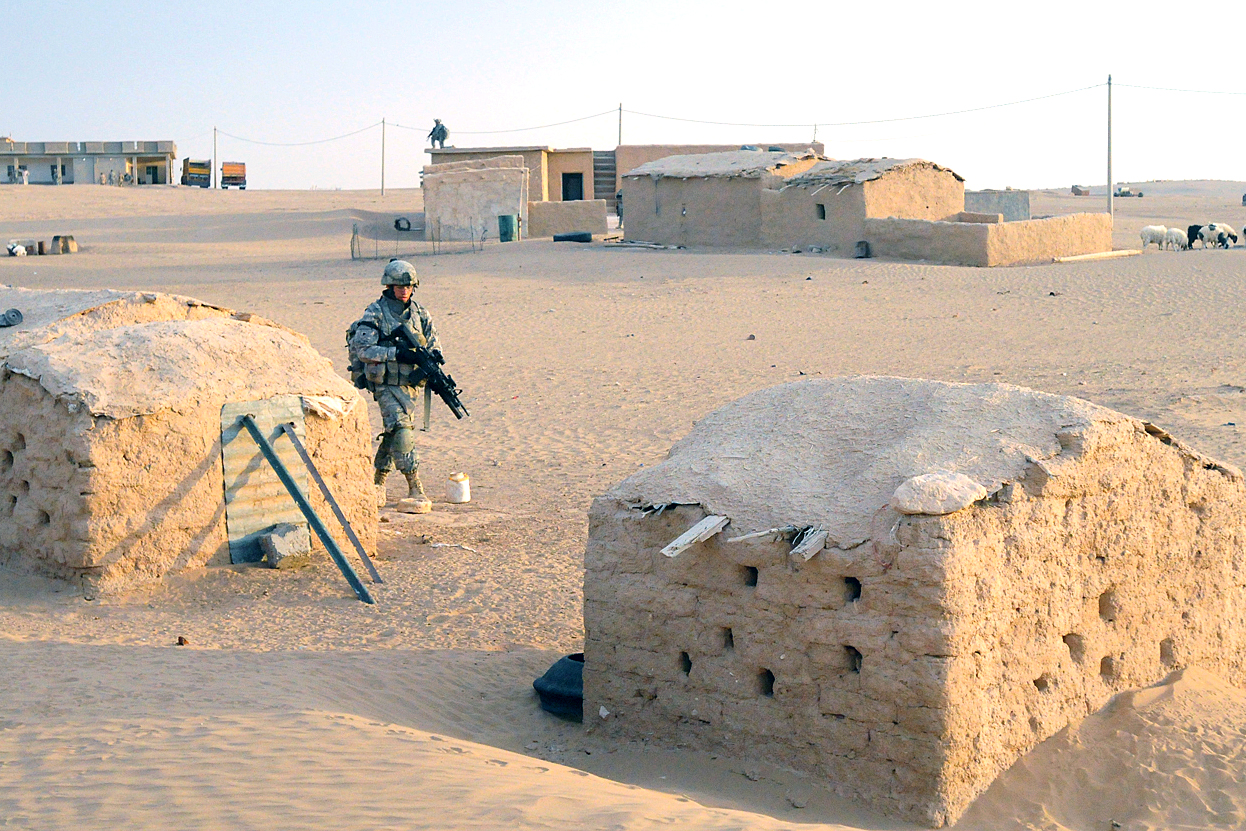
قرية
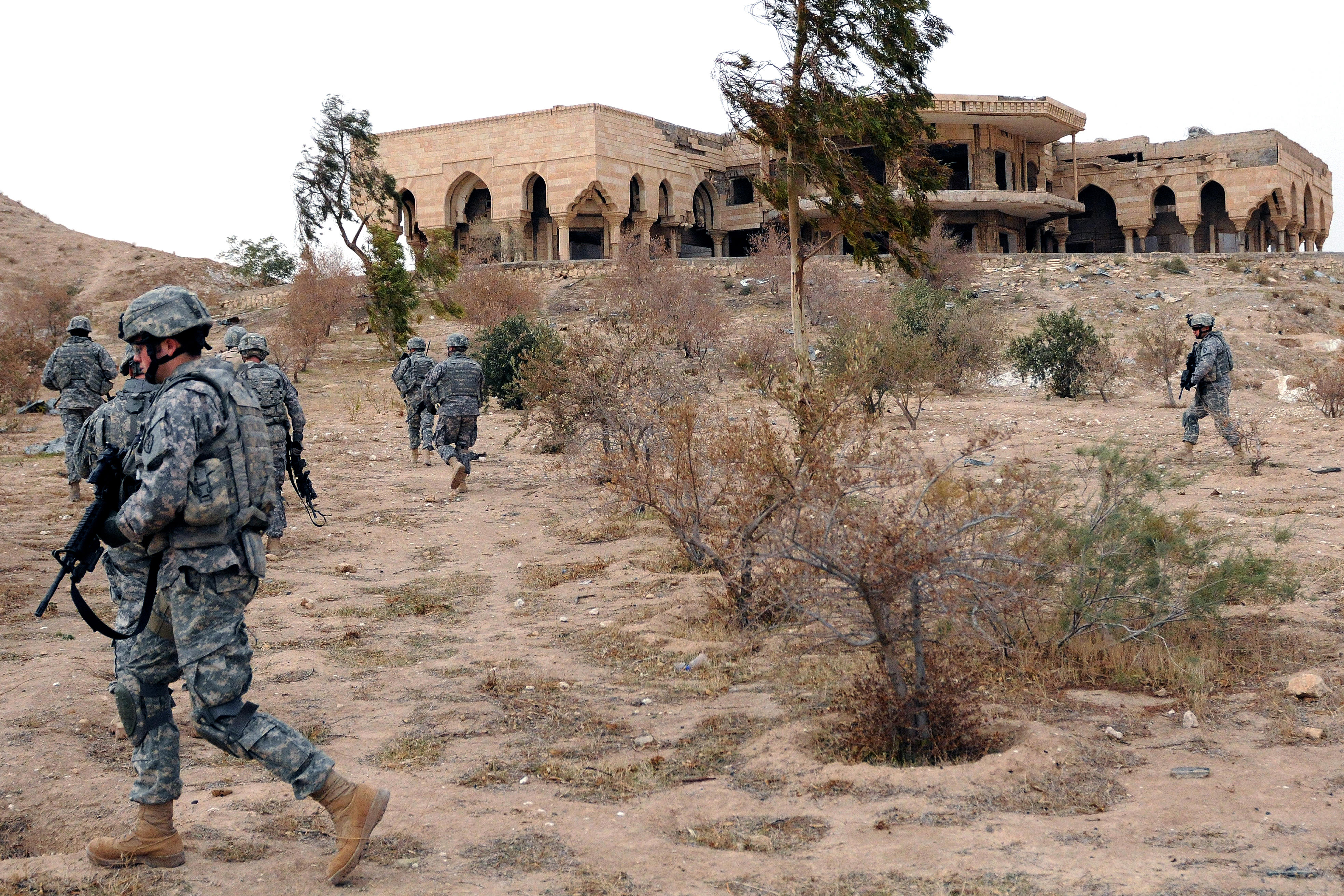
أحد قصور صدام